# 尤哈马蒂·阿尔托宁
尤哈马蒂·阿尔托宁（芬蘭語：Juhamatti Aaltonen，1985年6月4日—），生于伊镇，芬兰男子冰球运动员。他曾代表芬兰国家队参加2014年冬季奥林匹克运动会冰球比赛，获得一枚铜牌。